# Irmingerhavet

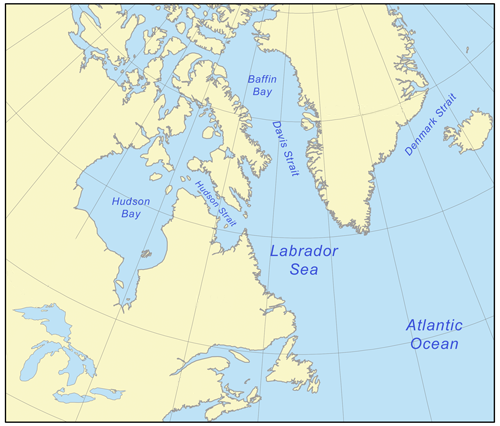
Irmingerhavet ligger omarkerat öster om södra Grönland, mellan Danmarksundet och Labradorhavet

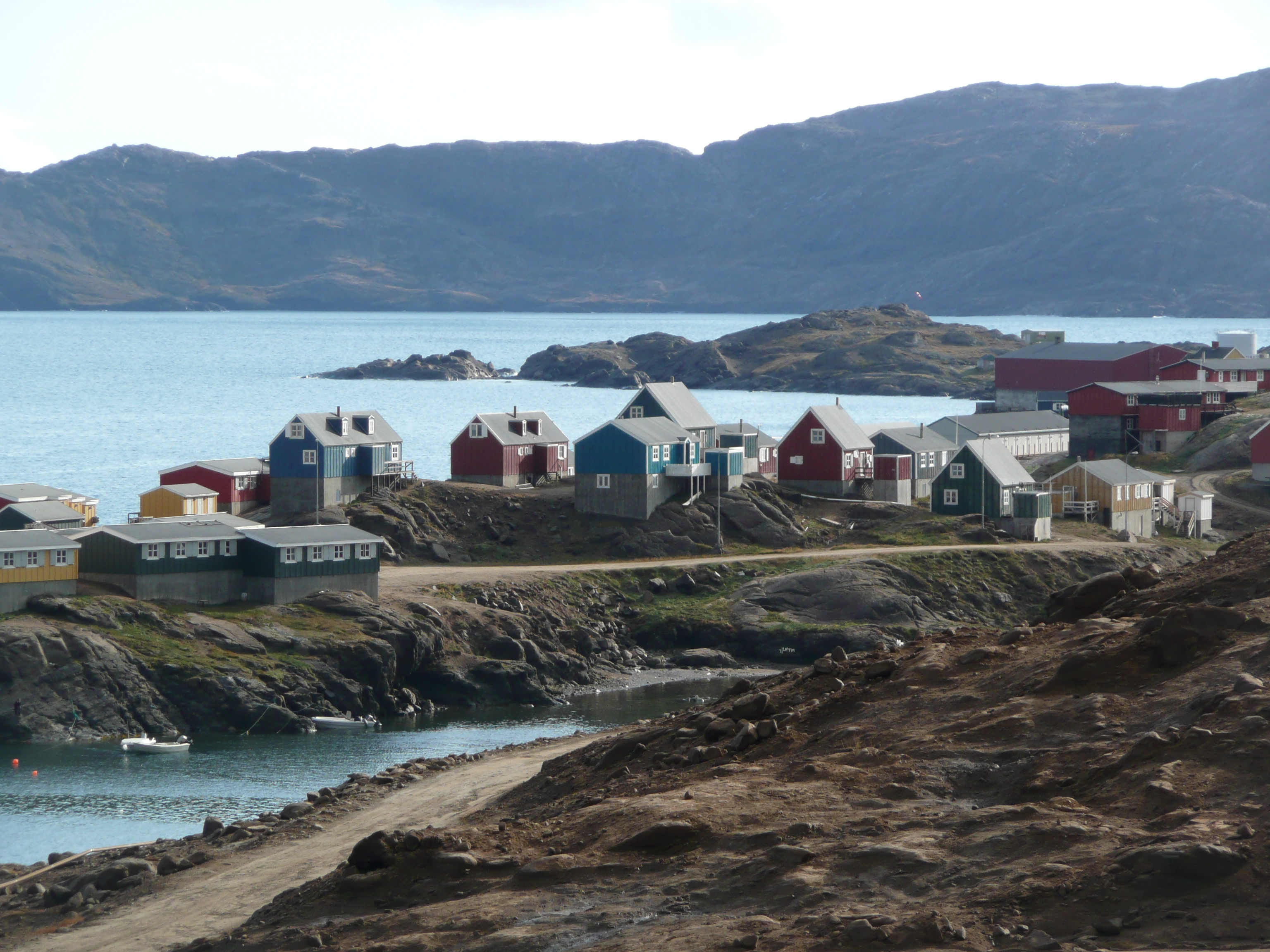
Staden Tasiilaq i Sydöstra Grönland är belägen längsmed Irmingerhavet.

Irmingerhavet  är en namngiven del av norra Atlanten. Det ligger öster om södra Grönland och gränsar vid Grönlands sydspets (Kap Farvel) mot Labradorhavet. I norr gränsar det via Danmarksundet mot Grönlandshavet. Gränsen mot de mer centrala delarna av Atlanten i söder är inte väldefinierade. Havet är uppkallat efter den danske viceamiralen Carl Ludvig Christian Irminger (1802–1888).